# Marmaduke Duke
Marmaduke Duke é uma banda de rock conceptual formada por Simon Neil, do Biffy Clyro, e JP Reid, do Sucioperro. Com a banda, o par actua sob o pseudónimo The Atmosphere e The Dragon. Formada em 2003, até a data foram lançados 2 álbuns. Até à data, a banda lançou dois álbuns, e com o seu segundo álbum, Duke Pandemonium, alcançaram algum sucesso comercial no Reino Unido, tendo entrado para o lugar 14 do UK Albums Chart.

## Álbuns
| Ano  | Detalhes do Álbum                                      | Melhores Posições | Melhores Posições | Vendas e Certificações |
| Ano  | Detalhes do Álbum                                      | UK                | IRE               | Vendas e Certificações |
| ---- | ------------------------------------------------------ | ----------------- | ----------------- | ---------------------- |
| 2005 | The Magnificent Duke - Gravadora: Captains of Industry | –                 | –                 | - UK: 4,000            |
| 2009 | Duke Pandemonium - Gravadora: 14th Floor               | 14                | 81                |                        |

### Singles
| Ano  | Título         | Melhores Posições | Álbum            |
| Ano  | Título         | UK                | Álbum            |
| ---- | -------------- | ----------------- | ---------------- |
| 2009 | "Kid Gloves"   | 110               | Duke Pandemonium |
| 2009 | "Rubber Lover" | 12                | Duke Pandemonium |
| 2009 | "Silhouettes"  | 200               | Duke Pandemonium |